# 菊池孝
菊池 孝（きくち たかし、1932年9月13日 - 2012年9月1日）は、日本のプロレス評論家である。
プロレス取材歴50年以上の大ベテランで、最古参のプロレス評論家と呼ばれた。東京12チャンネル（現・テレビ東京）で放送された『国際プロレスアワー』では解説者を務めた。

## 来歴
神奈川県横須賀市出身。立教大学文学部英米文学科卒業。1956年、室蘭民報に入社して社会部記者となる。その後、野球雑誌の記者を経て1960年に大阪新夕刊でプロレス記者となる。
1968年にフリーとなり、1977年から1981年まで『国際プロレスアワー』（東京12チャンネル）では門馬忠雄と共に解説者を担当。1978年8月に放送された唯一の国際プロレス海外遠征中継となったソウル遠征でも解説を務めた。『月刊プロレス&ボクシング』の「ＸＸ選手に50の質問」や『週刊ゴング』の最長連載企画だった評論家座談会「三者三様」などの連載、レジャーニューズ紙でのコラム執筆のほか、多くの著書を上梓した。
2012年9月1日、誤嚥性肺炎の為に東京都新宿区の国立国際医療研究センター病院にて死去。79歳没。

## 人物
力道山の日本プロレス時代から第一線で日本のプロレスを取材し続けている最古参のプロレス評論家で、歯に衣着せぬ物言いが特徴であった。大抵のプロレスラーや関係者は呼び捨てであり、敬称を使うのは力道山（リキさん）・吉原功（吉原さん）・八田一朗（八田さん）など限られている。親しい関係者は、竹ちゃん（竹内宏介）・金ちゃん（大木金太郎）・馬場ちゃん（ジャイアント馬場）など愛称で呼んでいた。
アントニオ猪木も東京プロレスを旗揚げした頃までは「寛ちゃん」と愛称で呼んでいたが、リング外での人柄を見るうちに距離を置くようになり「猪木」と呼び捨てになった。そのため、アントニオ猪木デビュー50周年を記念して2010年に発売されたムック『アントニオ猪木 燃える闘魂50年』の寄稿コラムにおいても、他の寄稿者（門馬忠雄・宍倉清則・安田拡了）が猪木賛辞に終始する文面であったのに対し、菊池のコラムだけは猪木の本性を辛辣に批判した辛口コラムだった。
激辛と評される一方情には厚く、盟友の竹内宏介の死に際し通夜の弔辞は参列者を涙させた。
印象に残っている外国人レスラーを聞かれ、ジョージ・ゴーディエンコを挙げている。桁外れのパワーファイターで礼儀正しい紳士だったと語っている。
2006年12月31日に後楽園ホールで行われた『インディーサミット2006〜カウントダウンプロレス〜』のリング上で、石川一雄（週刊プロレスカメラマン）、木村盛綱（フリーカメラマン）と共にプロレスに功績のある関係者を表彰するプロレス・アワードを受賞した。
カツラの愛好者としても有名で「私にカツラを取れと言うのは覆面レスラーに覆面を取れと同じことだ」とトークショーで言っていた。

## 著書
- 『誰も書かなかったプロレスの内側』（シャピオ、1982年）
- 『プロレスゲラゲラBook 面白度120パーセント』（リイド社、1983年）ISBN 4947538333
- 『プロレス スーパー・スター267人』（小学館、小学館入門百科シリーズ 146、1984年）ISBN 409220146X
- 『プロレスものしりおもしろクイズ』（小学館、小学館入門百科シリーズ 163、1985年）ISBN 409220163X
- 『笑いすぎだよ、リングアウト プロレスゲラゲラBook part2』（リイド社、1986年）ISBN 4947538562
- 『プロレス入門 改訂新版』（小学館、小学館入門百科シリーズ 9、1989年）ISBN 4092200099
- 『ザ・キング・オブ・プロレス』（小学館、1995年）ISBN 4092590741
- 『天龍源一郎 天地に愧じず』（天龍源一郎, 小佐野景浩と共著、ビレッジセンター出版局、1998年）ISBN 4894361086
- 『プロレス技MOOK NIPPON SPORTS MOOK 73』（日本スポーツ出版社、2003年）ISBN 4930943736